# Estación General Villegas (Belgrano)
General Villegas es una estación ferroviaria ubicada en la ciudad homónima, provincia de Buenos Aires, Argentina.

## Servicios
Gral Villegas (FCGB) estación terminal km 492,4 desde estación Buenos Aires construida en 1911 por la Compañía General de Ferrocarriles en la Provincia de Buenos Aires, empresa de capitales franceses.  Esta estación pertenecía al ramal Patricios-Gral Villegas. En 1948, tras la nacionalización de los ferrocarriles,  pasó a formar parte del Ferrocarril Gral. Belgrano. En 1961 fue clausurada por el gobierno de Frondizi y el ramal resultó  levantado por manos anónimas en 1992 desde 9 de Julio Norte.

## Historia
Fue inaugurada en 1912 por la Compañía General de Ferrocarriles en la Provincia de Buenos Aires.